# Madonna del Sasso (sanctuaire suisse)
Pour les articles homonymes, voir Madonna del Sasso.
Le Mont Sacré de la Madonna del Sasso (Sacro Monte della Madonna del Sasso en italien) est un sanctuaire marial de culte catholique romain, géré par les frères mineurs capucins. Il est situé entre les communes tessinoises d'Orselina et de Muralto, en Suisse.
Le sanctuaire comprend un monastère, deux églises, cinq chapelles, un chemin de croix, un musée et plusieurs autres bâtiments.
Il constitue également le point d'arrivée de l'itinéraire Au cœur des chemins d'Europe, qui relie la Via Francigena à la Via delle Genti.

## Localisation
Le sanctuaire s'étend sur un éperon rocheux de la falaise d'Orselina, au-dessus de la petite vallée creusée par le torrent Ramogna. Son point culminant est la chapelle de la Résurrection, située à 404 mètres d'altitude, tandis que son point le plus bas est la chapelle de l'Annonciation, à 285 mètres d'altitude.
Depuis le bas de la vallée, l'accès au sanctuaire se fait par deux chemins partant de la Via al Sasso. C'est ici que se trouvent l'église de l'Annonciation, sa sacristie ainsi que le mausolée du frère Bartolomeo Piatti. L'un des chemins se transforme ensuite en chemin de croix, composé de quatorze stations protégées par de petites chapelles. Au sommet, le chemin de croix passe par un tunnel intégré dans le mur de soutènement, menant au monastère, au musée et à l'église Sainte-Marie de l'Assomption.

## Histoire

### Ordre franciscain

#### Premières chapelles
À la fin du XVe siècle, le moine franciscain du couvent de San Francesco à Locarno, Bartolomeo Piatti (1450-1511/1514), décide de s'installer comme ermite au pied de la falaise surplombant la vallée du torrent Ramogna. En 1480, après avoir eu une apparition de la Vierge Marie en cet endroit, il souhaite y construire un lieu de culte et un sanctuaire. Après avoir obtenu l'accord du supérieur général, Francesco Sansone, Bartolomeo Piatti s'installe sur le site de sa vision et y construit deux chapelles au sommet de la falaise : la Santa Maria Avvocata et la Pietà (cette dernière fut ensuite intégrée au couvent), consacrées en 1487 par Rolando, évêque d'Antarado.
En 1497, la falaise d'Orselina est donnée en donation aux frères mineurs par la famille Masina del Monte. Cette donation est confirmée le 16 février 1498 par le pape Alexandre VI, autorisant la création d'un sanctuaire désormais connu sous le nom de Mont Sacré de la Madonna del Sasso (Sacro Monte della Madonna del Sasso).
L'église de l'Annonciation (Santa Maria Annunciata) a été construite entre 1497 et 1499 et consacrée en 1502,. Les trois édifices religieux du sanctuaire sont alors confiés au couvent franciscain de San Francesco de Locarno, sous la responsabilité du frère Bartolomeo Piatti.
Le 10 janvier 1514, le pape Léon X exempte la montagne sur laquelle se trouve le sanctuaire de toute servitude et juridiction.
En 1522, les murs de l'église de l'Annonciation sont ornés de plusieurs fresques, dont l'une sur le mur nord du chœur représentant la Vierge à l'Enfant, peinte par Domenico Pezzi (it), et une autre sur le mur sud de la nef représentant Jésus parmi les docteurs, attribuée aux frères Giovanni Battista della Rovere et Giovanni Mauro della Rovere. À la mort de Bartolomeo Piatti, il est enterré dans cette église.

#### Mise en place du sanctuaire
À la fin du XVIe siècle, le sanctuaire traversa une période de déclin avant de bénéficier de travaux de restauration importants. En effet, la construction d'une deuxième église, plus grande que la première, débuta au sommet de la falaise. Cette nouvelle église, issue de l'agrandissement de la chapelle Santa Maria Avvocata, fut dédiée à Sainte Marie de l'Assomption (Santa Maria Assunta) et consacrée le 1er mai 1616 par Filippo Archinti, évêque de Côme.
En 1617, un couvent fut érigé sur le modèle lombard, utilisant un bâtiment existant datant du XVe siècle (dénommé « casa del padre »), et l'accès au sanctuaire fut élargi. L'année suivante, une tourelle, par laquelle on accède à l'église Sainte Marie de l'Assomption, fut construite, avec des chambres d'hôtes aménagées dans la partie inférieure.
En 1619, une nouvelle voie d'accès fut ouverte pour rejoindre directement le sanctuaire depuis le bas de la vallée, en passant par l'église de l'Annonciation. Le long de ce chemin, plusieurs chapelles dédiées au Rosaire furent édifiées, abritant plus tard les chapelles du Chemin de Croix, encore présentes aujourd'hui.
En 1620, la chapelle du Calvaire fut construite au-dessus du sanctuaire, suivie en 1625 par la chapelle de la Véronique, et en 1670 par celle de la Résurrection, située près de la chapelle du Calvaire. Les travaux se terminèrent en 1677 avec la chapelle de l'Ascension. C'est également à cette époque que furent réalisées les sculptures en argile, dont la célèbre sculpture de la Cène, peuplée de statues en terre cuite, œuvre de Francesco Silva (1580-1643), sculpteur également actif au Mont Sacré de Varèse. Le sanctuaire, alors à son apogée, fut marqué par de nouvelles constructions, des rénovations et une dévotion en constante augmentation.

Le sanctuaire en 1838 par Johann Friedrich Wagner.

#### Déclin
Cependant, à la fin du XVIIIe siècle et au début du XIXe siècle, la faiblesse des effectifs et des ressources, ainsi que l'état de dégradation des bâtiments, entraînèrent une grave crise au sein du sanctuaire. Cela conduisit, le 25 juillet 1848, à la suppression du couvent et à la sécularisation de ses biens par les autorités tessinoises. Les frères franciscains furent expulsés du canton, et un père capucin, Alessandro da Giornico, fut appelé pour maintenir la garde du sanctuaire. À partir de ce moment, le domaine devint propriété cantonale, tandis que les capucins prenaient en charge la gestion religieuse et administrative du site à partir de 1852.

### Ordre capucin

#### Importants travaux

Le sanctuaire photographié par Jenny Bergensten entre 1876 et 1890.

Entre 1890 et 1912, les frères capucins entreprirent d'importants travaux qui modifièrent considérablement les structures anciennes. Les bâtiments furent principalement agrandis et remodelés. En 1892, le bâtiment du couvent fut agrandi, et sa façade fut reconstruite dans un style néo-Renaissance. En 1895, des loggias et des terrasses furent ajoutées sur le côté est du sanctuaire. Dans l'église Sainte-Marie de l'Assomption, le clocher fut reconstruit, le chœur agrandi, et en 1903, un mur de soutènement fut érigé pour recouvrir entièrement l’éperon rocheux sur lequel repose l'église. Enfin, le côté nord du sanctuaire fut réaménagé avec la construction d'une loggia permettant d'accéder au chœur de l'église directement depuis le couvent.

#### De nos jours
En 1919, l'église Sainte-Marie de l'Assomption fut élevée au rang de basilique mineure. En 1949, le sanctuaire accueillit une célébration importante : la "grande visite de la Vierge Pèlerine".
Du 5 au 16 octobre 1925, la conférence internationale sur la paix se tint au Palazzo del Pretorio de Locarno (it). Cette conférence, réunissant les représentants des puissances victorieuses et perdantes de la Première Guerre mondiale, permit l'entrée de l'Allemagne dans la Société des Nations, l'interdiction de recourir à la guerre pour résoudre les conflits, ainsi que l'introduction de l'arbitrage obligatoiredes accords de Locarno du 25 octobre. Pendant toute la durée de la conférence, la façade du sanctuaire fut illuminée par une guirlande de lampes formant le mot « PAX ».
Des restaurations supplémentaires ont été réalisées entre 1977 et 1984, sous la direction de l'architecte Luigi Snozzi.

## Composition

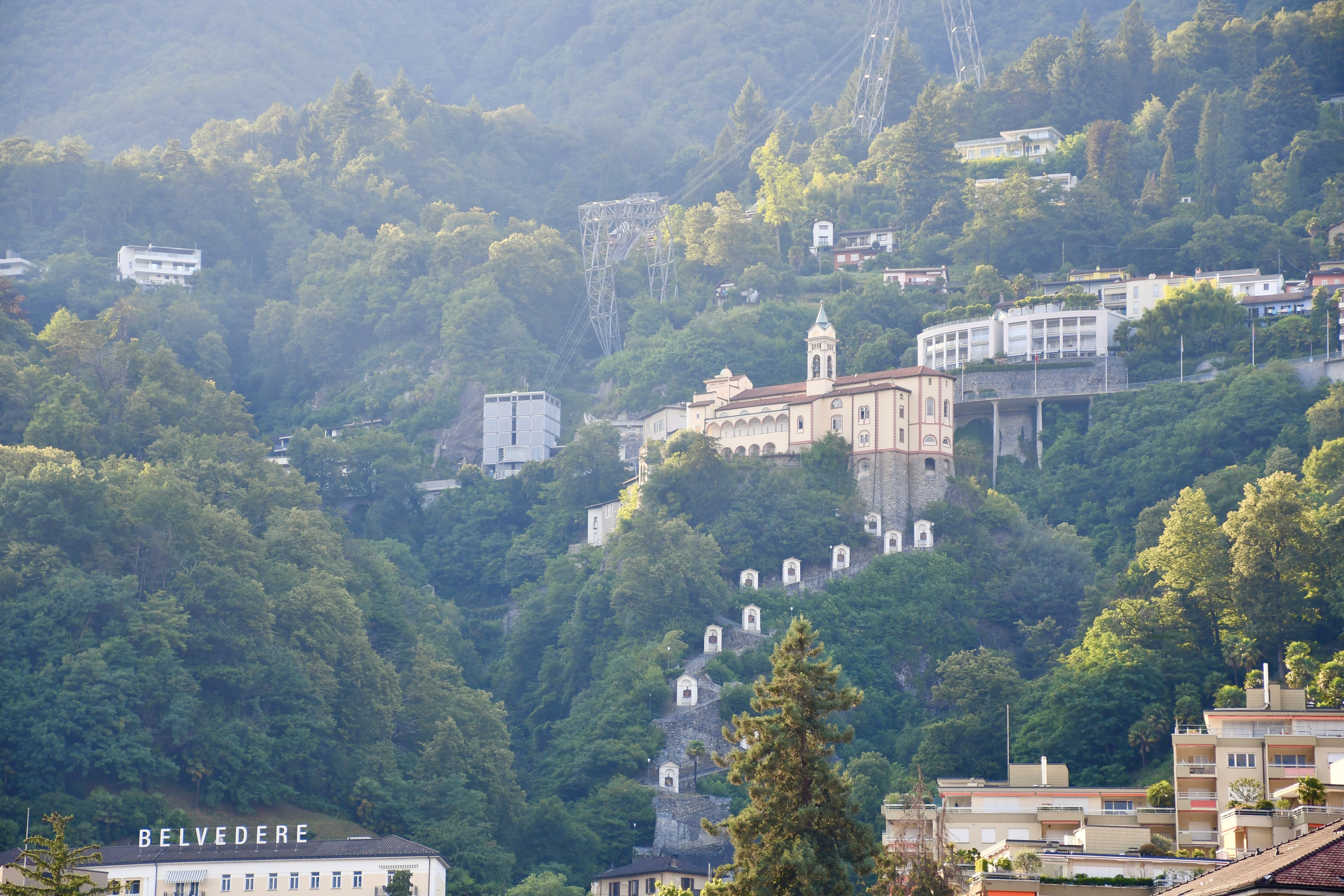
Le sanctuaire vu depuis Muralto.

Le sanctuaire du Mont Sacré de la Madonna del Sasso comprend plusieurs bâtiments et édifices, parmi lesquels l'église de l'Annonciation, les chapelles qui jalonnent l'ancienne route d'accès à la vallée, avec le portique de la Croix, le chemin de croix et ses stations logées dans des édicules, ainsi que la chapelle de la Pietà située dans la cour. On y trouve également la chapelle de la Lamentation sur le Christ mort, la scène de la Cène et celle du Saint-Esprit sous le portique du sanctuaire, l'escalier, la croix du cimetière, le cimetière lui-même, et enfin l'église de Santa Maria Assunta, plus connue sous le nom de Madonna del Sasso.

### Église de l'Annonciation
Construite entre 1497 et 1499, l'église de l'Annonciation (Santa Maria Annunciata) est consacrée en 1502. En 1814, la nef est réduite de moitié environ pour agrandir l'espace extérieur et créer la place de la procession. La façade néogothique, quant à elle, date de 1885, époque à laquelle l'église subit une restauration importante.
L'église présente un plan à nef unique, divisé en deux travées et surmonté d'une voûte d'arêtes. Le chœur, légèrement surélevé, est couvert d'une coupole. L'intérieur est orné de fresques du XVIe siècle, redécouvertes lors de la restauration de 2010.
La sacristie, accolée à l'église, semble être plus tardive, bien qu'elle soit déjà mentionnée dès 1578.

### Église Sainte-Marie de l'Assomption

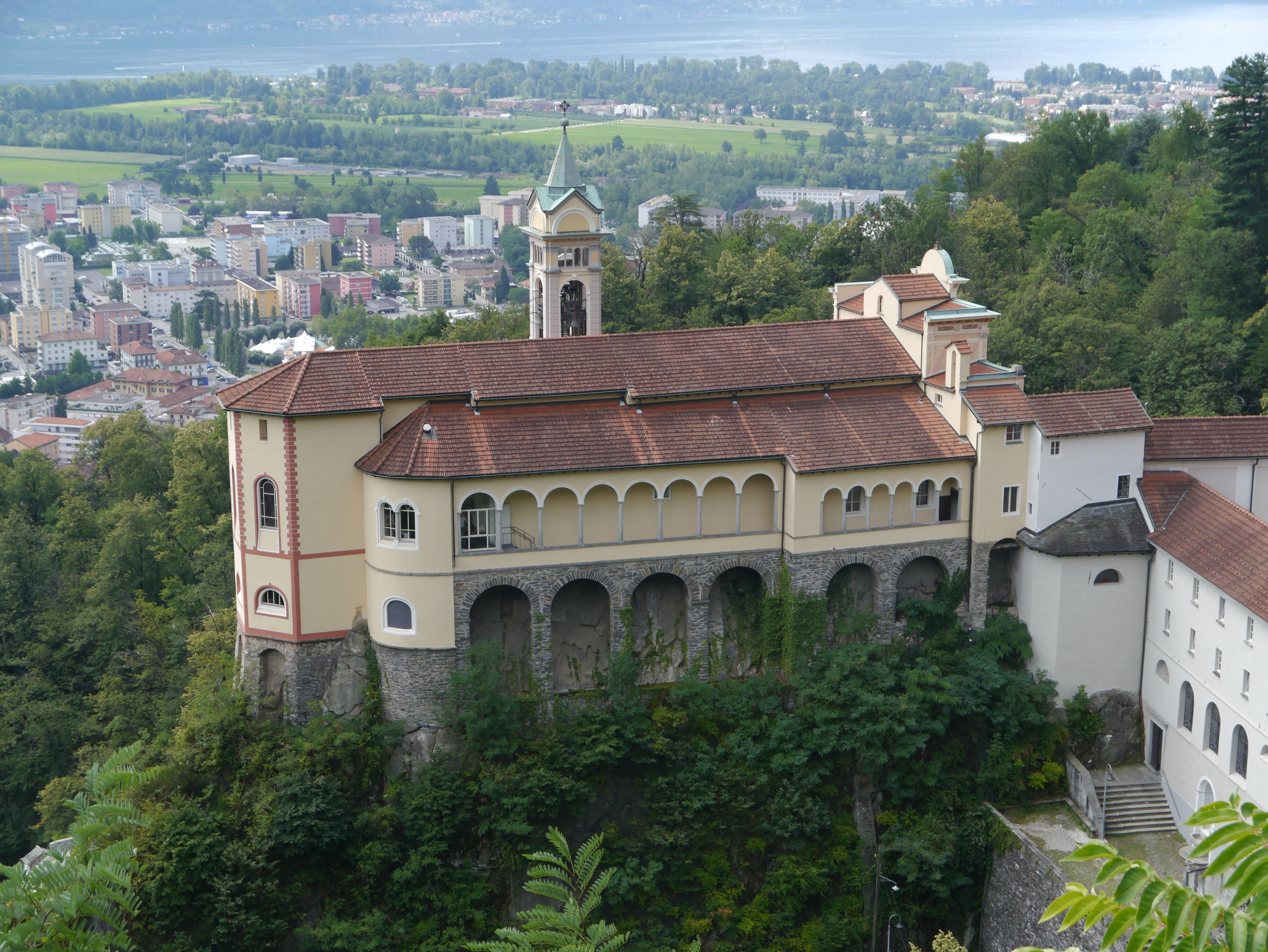
L'église Sainte Marie de l'Assomption (Santa Maria Assunta).

En 1487, deux petites chapelles situées au sommet de la falaise sont consacrées : la Santa Maria Avvocata et la Pietà. La première sera agrandie à la fin du XVIe siècle pour devenir l'église Sainte-Marie de l'Assomption (Santa Maria Assunta), consacrée par Filippo Archinti, évêque de Côme, le 1er mai 1616. L'église sera de nouveau agrandie au XVIIe siècle. Au milieu du XIXe siècle, le sol de l'église et de l'avant-cour sera abaissé de 70 centimètres.
L'église présente un plan à trois nefs, surmontées d'une voûte d'arêtes.
Elle abrite également la statue miraculeuse de la Madone du Sasso, une œuvre en bois datant de la fin du XVe siècle et attribuée à l'artiste Merzagora. Cette statue de la Vierge Marie fait partie d'un ensemble en bois récemment restauré de la Déposition, œuvre de l'atelier des frères De Donati. Selon certains historiens, Martino Benzoni est l'auteur de la morgue, avec les huit statues en bois représentant la "Lamentation du Christ", réalisée pour la chapelle du Saint-Sépulcre de l'église conventuelle Saint-François de Locarno et transférée ensuite au sanctuaire. Dans la nef sud se trouve le retable de la Fuite en Égypte, œuvre de Bramantino datant de 1520, tandis que dans la troisième chapelle de la nef nord, on peut admirer le retable du Transport du Christ au Sépulcre, de Antonio Ciseri, datant de 1870. À l'intérieur du complexe, on trouve également de nombreuses offrandes votives datant de différentes époques.

### Musée
Le sanctuaire abrite également un musée où sont exposés de nombreux ex-voto, ainsi qu'une bibliothèque et des archives.

## Art contemporain
- Simona Ertan a visité le sanctuaire en 1966 et a peint une toile intitulée Madonna del Sasso.

La scène de la Cène du sanctuaire est une représentation du dernier repas du Christ fait statues de terre cuite par Francesco Silva.

## Protection
Le sanctuaire ainsi que la collection du musée sont classés comme « bien culturel d'importance nationale » par l'Office fédéral de la protection de la population,.